# Optisches Pumpen
Als optisches Pumpen bezeichnet man einen physikalischen Effekt, der eine Besetzungsinversion durch optische Anregung (Elektron-Photon-Wechselwirkung) bewirkt. Eine Besetzungsinversion besteht dann, wenn die Energieniveaus eines Teilchens nicht so mit Elektronen besetzt sind, wie es ohne optische Anregung gemäß der gegebenen Temperatur zu erwarten wäre.
Die Technik wurde von Alfred Kastler (Nobelpreis 1966) Anfang der 1950er Jahre entwickelt und unabhängig in der Sowjetunion durch Alexander Michailowitsch Prochorow und Nikolai Gennadijewitsch Bassow (beide Nobelpreis 1964).
Auf die „Pumpfähigkeit“ eines Niveaus haben verschiedene Eigenschaften des Systems aus Energieniveaus und Anregungssystem Einfluss. Diese sind:
- Temperatur des Systems, und damit Besetzung der Niveaus gemäß Boltzmann-Verteilung
- Anregungsrate
- Lebensdauer der Zustände im angeregten Niveau
- ggf. Lebensdauer der Zustände der Energieniveaus, über die sich das gepumpte Niveau entleert

## Technische Nutzung

### Laser
Bei Lasern bezeichnet optisches Pumpen den ersten Schritt, bei dem das optisch aktive Medium (z. B. Farbstoffe, Kristalle) im Resonator durch eine äußere Energiequelle (z. B. anderer Laser, Blitzlichtlampe) angeregt wird, d. h. die Elektronen in der Hülle auf ein höheres Energieniveau „angehoben“ werden (optische Resonanz). Technische Laser werden in der Regel bei Raumtemperaturen betrieben, daher ist die kritische Voraussetzung für das optische Pumpen die Existenz langlebiger Energieniveaus, entweder im gepumpten Niveau oder in den indirekt befüllten Niveaus.

### Resonanzspektroskopie
Die dem optischen Pumpen zugrundeliegenden Mechanismen werden neben der technischen Nutzung im Laser auch in bestimmten Resonanzspektroskopie-Untersuchungen verwendet.
Durch das Abkühlen der zu untersuchenden Proben und die Verwendung hoher Anregungsraten können in einer großen Zahl von Systemen „Nichtgleichgewichtsbesetzungen geschaffen werden“ und diese zu Lumineszenz angeregt werden.
Da Energieniveaus auch durch zusätzliche Feldeffekte beeinflusst werden können (statische Magnetfelder, statische elektrische Felder) kann die Lumineszenz der gepumpten Niveaus verwendet werden um:
- Eigenschaften gepumpter Niveaus zu bestimmen
- Übertragungsprozesse auf andere Niveaus zu analysieren

Sofern zusätzlich Wechselfelder verwendet werden, können optisch gepumpte Niveaus auch über zusätzliche Resonanzeffekte (z. B. Mikrowellenresonanz) entleert werden. Dies führt zu sogenannten Multiresonanz-Messverfahren (z. B. optisch nachgewiesene magnetische Resonanz – ODMR).